# Konstantin Troyanov
Konstantin Leonidovich Troyanov (tiếng Nga: Константин Леонидович Троянов; sinh ngày 18 tháng 11 năm 1995) là một cầu thủ bóng đá người Nga. Anh thi đấu cho F.K. Shinnik Yaroslavl.

## Sự nghiệp câu lạc bộ
Anh ra mắt chuyên nghiệp tại Giải bóng đá chuyên nghiệp quốc gia Nga cho F.K. Zenit-2 Sankt Peterburg vào ngày 18 tháng 7 năm 2013 trong trận đấu với FC Pskov-747 Pskov.
Anh có màn ra mắt cho đội một của F.K. Zenit Sankt Peterburg vào ngày 9 tháng 12 năm 2015 tại Vòng bảng UEFA Champions League 2015–16 
trước K.A.A. Gent.